# Bliźniaczy Komin
Bliźniaczy Komin (Dwoisty Komin) – jaskinia w Wielkiej Świstówce w Dolinie Miętusiej w Tatrach Zachodnich. Ma dwa otwory wejściowe w zachodniej ścianie Ratusza Litworowego, poniżej Komina w Ratuszu, na wysokości 1451 metrów n.p.m. Długość jaskini wynosi 40 metrów, a jej deniwelacja 13,5 metra.

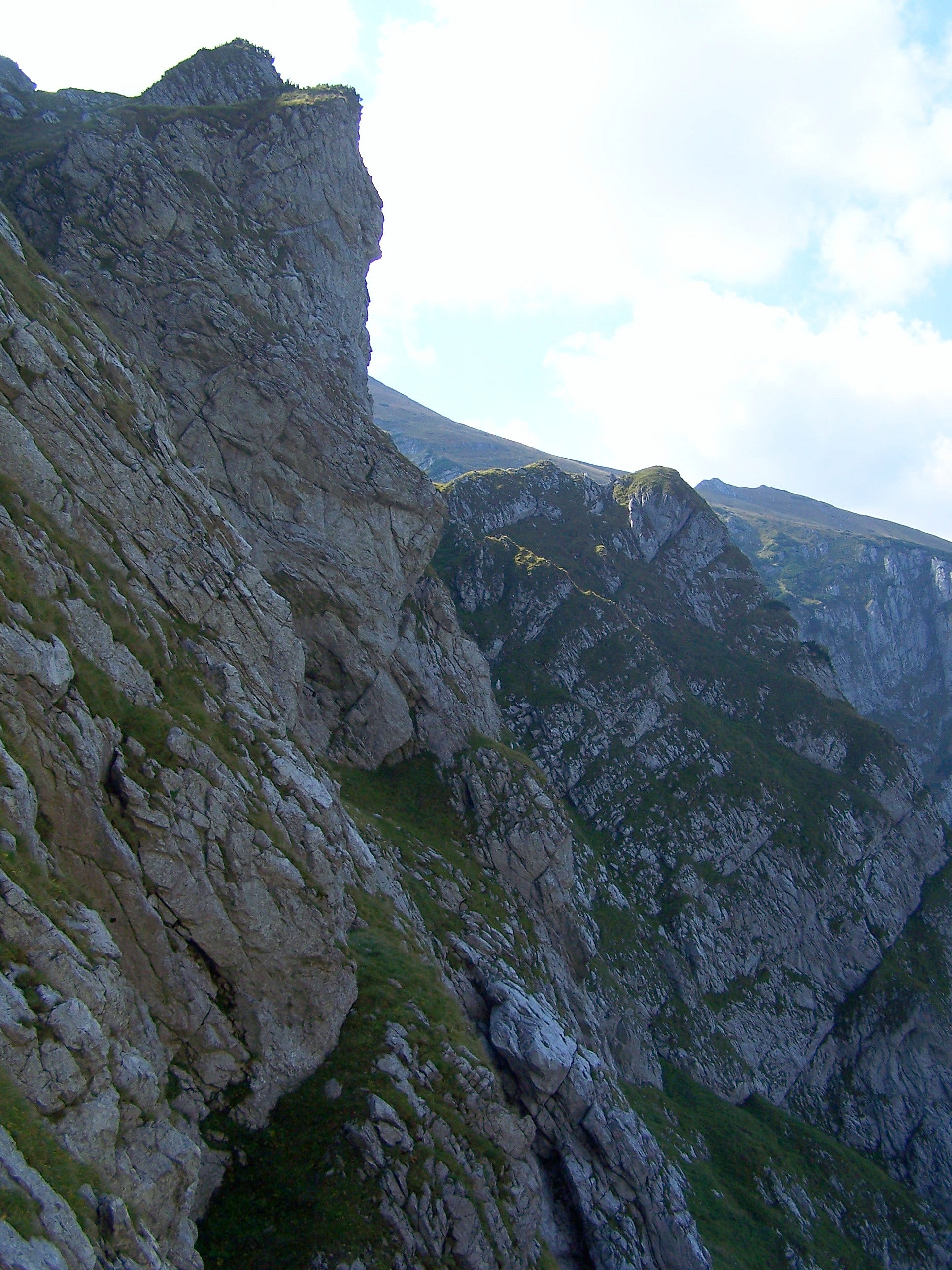
Ratusz Litworowy

## Opis jaskini
Jaskinię tworzą dwa kominy pod wspólnym okapem. Jeden komin ma 12,5 metra wysokości, drugi 10,5 metra. W wyższym kominie znajdują się dwie, położone na różnych wysokościach, salki. Z salki położonej wyżej można dostać się do kominka (3,5 metra wysokości) lub dojść przez progi do zawaliska stanowiącego strop komina. 
Niższy komin składa się z dwóch części rozdzielonych zaciskiem. Dolna część to korytarzyk zakończony kilkumetrowym kominkiem. W bok od tego korytarzyka znajduje się salka, z której można dostać się przez zacisk do górnej części komina.

## Przyroda
W jaskini występują dobrze rozwinięte nacieki grzybkowe i polewy naciekowe.  
W wyższym kominie, aż do wylotu pierwszej salki, rosną mchy, wątrobowce, glony i porosty. 

## Historia odkryć
Jaskinie odkrył R. Florek 17 maja 1959 roku. W jej badaniu wzięli udział S. Wójcik,  M. Kruczek, Z. Stecka i J. Olszewski.